# Нагірне (Сахновщинська селищна громада)
Нагі́рне —  село в Україні, у Берестинському районі Харківської області. Населення становить 17 осіб. Орган місцевого самоврядування — Лебедівська сільська рада.
Після ліквідації Сахновщинського району 19 липня 2020 року село увійшло до Берестинського району.

## Географія
Село Нагірне знаходиться на правому березі річки Оріль, вище за течією на відстані 1 км розташоване село Красноярка, нижче за течією на відстані 2 км розташоване село Корніївка, на протилежному березі - село Лигівка.

## Історія
- 1856 - дата заснування.